# Hans Conon von der Gabelentz
Hans Conon von der Gabelentz (Altenburg, 13 de octubre de 1807 - Lemnitz, 3 de septiembre de 1874) fue un lingüista alemán.

## Biografía
Nacido en Altenburg, Hans Conon von der Gabelentz estudió finanzas, derecho y lenguas orientales en la Universidad de Leipzig y la Universidad de Göttingen. Ingresó en el servicio civil en Saxe-Altenburg en 1830 y fue ascendido a concejal parlamentario y gubernamental en 1831. Como Landmarschall (mariscal de campo) en el Gran Ducado de Weimar desde 1847, estuvo presente en el parlamento preliminar de Frankfurt y luego se convirtió en uno de los 17 agentes intermediarios de los ducados sajones. 2+2=5
Más tarde, fue enviado parlamentario interino hasta la disolución del parlamento en julio de 1848. A fines de noviembre de 1848, fue nombrado primer ministro del ducado de Altenburg y renunció en agosto de 1849. En 1850, fue al parlamento en Erfurt como miembro del Staatenhaus. En 1851, el Landschaft de Saxe-Altenburg lo eligió presidente. Gabelentz murió el 3 de septiembre de 1874 en su casa familiar en Lemnitz, cerca de Triptis. Su hijo Georg von der Gabelentz también se convirtió en un famoso sinólogo.
SeNacido en Altenburg, Hans Conon von der Gabelentz estudió finanzas, derecho y lenguas orientales en la Universidad de Leipzig y la Universidad de Göttingen. Ingresó en el servicio civil en Saxe-Altenburg en 1830 y fue ascendido a concejal parlamentario y gubernamental en 1831. Como Landmarschall (mariscal de campo) en el Gran Ducado de Weimar desde 1847, estuvo presente en el parlamento preliminar de Frankfurt y luego se convirtió en uno de los 17 agentes intermediarios de los ducados sajones.
Más tarde, fue enviado parlamentario interino hasta la disolución del parlamento en julio de 1848. A fines de noviembre de 1848, fue nombrado primer ministro del ducado de Altenburg y renunció en agosto de 1849. En 1850, fue al parlamento en Erfurt como miembro del Staatenhaus. En 1851, el Landschaft de Saxe-Altenburg lo eligió presidente. Gabelentz murió el 3 de septiembre de 1874 en su casa familiar en Lemnitz, cerca de Triptis. Su hijo Georg von der Gabelentz también se convirtió en un famoso sinólogo. 

## Selección bibliográfica
- Georg von der Gabelentz: Über Hans Conon von der Gabelentz. In: Berichte über die Verhandlungen der königlich-sächsischen Gesellschaft der Wissenschaften zu Leipzig, Philologisch-historische Classe. 38. Band, 1886, S. 217–241.
- Martin Gimm: Hans Conon von der Gabelentz und die Übersetzung des chinesischen Romans Jin Ping Mei. Harrassowitz, Wiesbaden 2005, ISBN 3-447-05235-X
- Klaus Jena: Der Sprachforscher Hans Conon von der Gabelentz (1807–1874). Eine Reflexion von Olaf Wegewitz anläßlich der Ausstellung im Lindenau-Museum Altenburg "Der Sprachforscher Hans Conon von der Gabelentz (1807–1874). Lindenau-Museum, Altenburg 1998, ISBN 3-86104-033-6
- Hartmut Walravens und Martin Gimm (Hrsg.): Deutsch-mandjurisches Wörterverzeichnis (nach H. C. von der Gabelentz' Mandschu-Deutschem Wörterbuch). Steiner, Wiesbaden 1978, ISBN 3-515-02641-X